# Pyrrharctia isabella
Pyrrharctia isabella (лат.) — вид бабочек из семейства медведиц, обитающий в Северной Америке. Единственный вид в роде Pyrrharctia.

## Описание

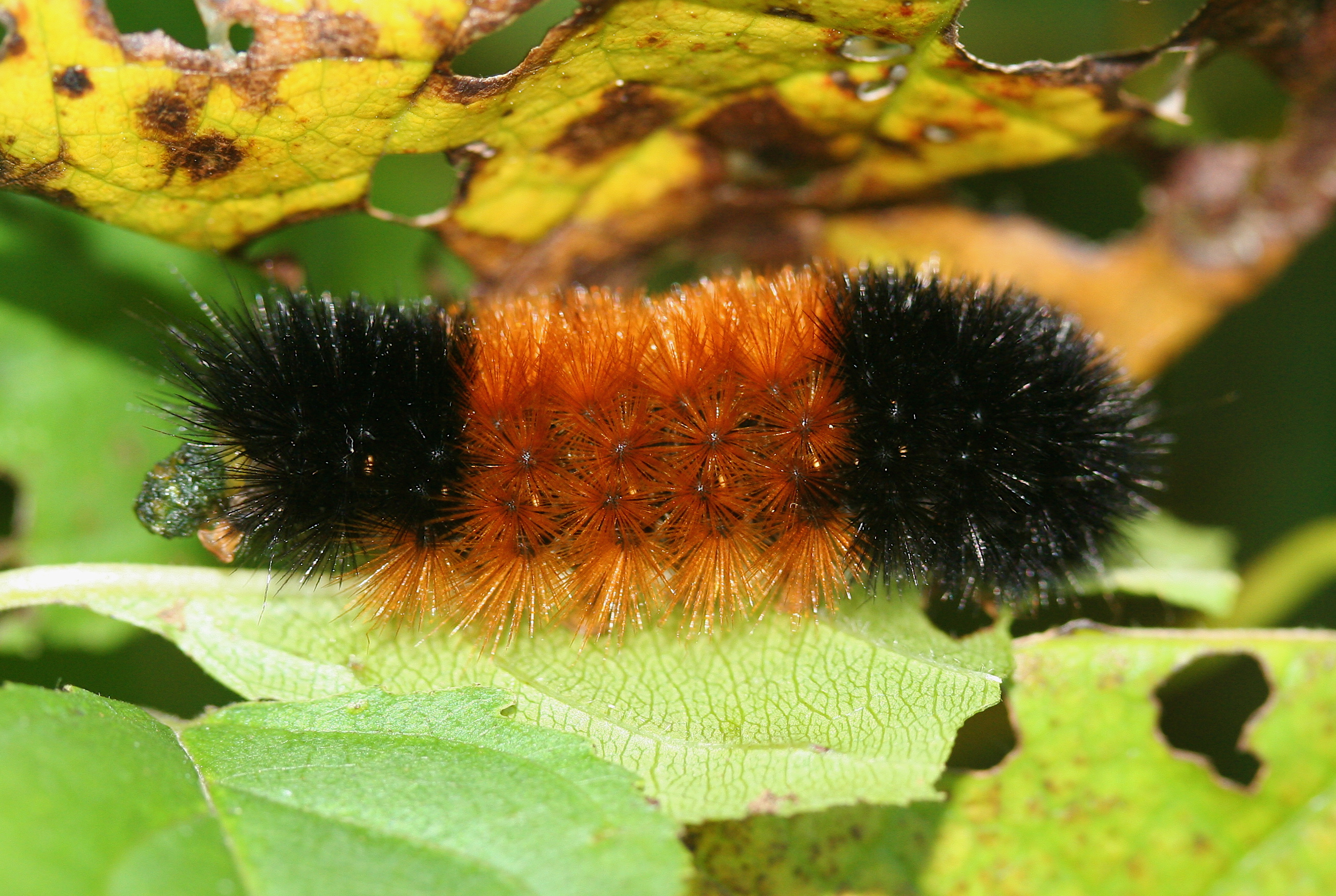
Гусеница

Бабочка с мохнатым телом и с маленькой головой. Крылья жёлтого и оранжевого цветов с чёрными крапинками. Размах крыльев 45—65 мм. Время лёта с апреля по август.
Тело гусеницы, длиной около 5 см, покрыто волосками, голова и конец тела чёрного цвета, средние сегменты — оранжевые. Иногда встречаются полностью светлые, коричневые, ржавые и коричневые формы.

## Экология
В год развивается два поколения. Гусеницы питаются одуванчиком, латуком, лабазником (таволгой) и крапивой.
Зимует гусеница в растительном опаде.